# Notoplax kaasi
Notoplax kaasi är en blötdjursart som beskrevs av Bruno Dell'Angelo och Van Belle 1990. Notoplax kaasi ingår i släktet Notoplax och familjen Acanthochitonidae. Inga underarter finns listade i Catalogue of Life.